# Sinead Farrelly
Sinead Farrelly, née le 16 novembre 1989 à Havertown en Pennsylvanie aux États-Unis, est une footballeuse internationale irlandaise jouant au poste de milieu de terrain. Après avoir joué dans toutes les équipes de jeunes des États-Unis, Farrelly choisi en 2023 de jouer pour l'Irlande. À ce titre, elle participe à la coupe du monde 2023.

## Carrière
Née et élevée à Havertown en Pennsylvanie, Farrelly commence à jouer au football à l'âge de cinq ans. Elle fréquente le lycée Haverford, où elle est quatre fois la meilleure joueuse de l'équipe et est élue première équipe de la région sud-est de l'État de Pennsylvanie. Elle est nommée NSCAA Youth All-American 2006 et est classée septième meilleure recrue du pays par SoccerBuzz.
Farrelly intègre ensuite du club Spirit United Gaels, vice-champion national en 2006, et joue pour l'équipe du Programme de développement olympique (ODP) de la Région I. L'équipe a été finaliste nationale de l'US Youth Soccer (2006), championne régionale de l'USYS (2006) et deux fois championne d'État (2005 et 2006). Le parcours de son équipe en 2006, bien qu'écourté par une défaite contre le FC Wisconsin Eclipse lors du championnat national à Des Moines, dans l'Iowa, vaut à son entraîneur principal, Sean McCafferty, le prix de l'entraîneur de l'année 2006 pour les filles de l'EPYSA et le prix de l'entraîneur de l'année 2006 pour les jeunes filles de la région de la NSCAA. L'année suivante, les Gaels se qualifient pour les championnats régionaux grâce à une invitation 
Sinead Farrelly s'inscrit ensuite à l'Université de Virginie et joue pour les Cavaliers dans la Conférence de la Côte Atlantique (ACC). En 2007, elle est titulaire à chacune des rencontres de son équipe soit 23 matchs et est la troisième meilleure buteuse de l'équipe avec cinq buts et quatre passes décisives. Elle a été nommée dans la First Team All-ACC, Second Team NSCAA All-Mid-Atlantic et Top Drawer Soccer Co-National Rookie of the Year. Lors de son année senior, la dernière année d'étudiante, Farrelly est honorée en tant que meilleure athlète féminine de l'Université de Virginie en 2010-11 après avoir débuté les 22 matchs et mené les Cavaliers avec 12 buts et sept passes décisives. Elle est nommée joueuse offensive de l'année de l'ACC et a fait partie de la première équipe américaine de la NSCAA. Elle est sélectionnée pour la quatrième fois consécutive dans l'équipe de l'ACC et est demi-finaliste du trophée Hermann de la MAC pour la deuxième fois.

### En équipe nationale
Sinead Farrelly est sélectionnée dans toutes les équipes de jeunes des États-Unis depuis les moins de 15 ans jusqu'aux moins de 23 ans.
Lorsqu'elle reprend le football après ses six années d'interruption pour la saison 2023, Sinead Farrelly met en avant la nationalité irlandaise pour se proposer à la fédération irlandaise de football pour intégrer l'équipe nationale irlandaise. Elle est retenue pour la première fois sous ses nouvelle couleurs à l'occasion du stage de travail organisé en avril 2023 aux États-Unis. Elle gagne sa première cap le 8 avril 2023 à l'occasion d'un match amical contre les Américaines à Austin.
En juin 2023, elle est sélectionnée pour disputer la coupe du monde 2023 en Australie.
Le 29 avril 2024, Sinead Farrelly annonce se retirer de l'équipe nationale. En une année elle aura joué huit matchs en équipe nationale. 